# Johanna Terwin
Johanna Terwin (née le 18 mars 1884 à Kaiserslautern, morte le 4 janvier 1962 à Zurich) est une actrice allemande.

## Biographie
Elle fait ses débuts en 1904 au Stadttheater Passau, suivis d'apparitions sur scène à Zurich et à Munich. À partir de 1911, elle travaille à Berlin : le Deutsches Theater, le Berliner Theater et le Theater am Schiffbauerdamm. Elle tient essentiellement des rôles tragiques, notamment sous la mise en scène de Max Reinhardt
À cette époque, elle apparaît également dans des films muets, notamment aux côtés d'Alexander Moissi, qui devient son mari en 1919.
Dans les années 1920, elle se rend à Vienne et devient membre de l'ensemble du Theater in der Josefstadt. En 1920 et 1921, elle incarne les deux premières de Jedermann au Festival de Salzbourg ; Jedermann est incarné par son mari Alexander Moissi. Dès lors, elle n'apparaît qu'occasionnellement au cinéma, notamment dans des films autrichiens. Après la Seconde Guerre mondiale, elle revient sur scène au Deutsches Theater Göttingen en 1950. En 1953, elle apparaît à la Wuppertaler Bühnen et fait des apparitions au Volkstheater de Vienne. Après une absence de 15 ans, elle apparaît de nouveau à Berlin en 1957 dans le rôle d'une cocotte dans Gigi au Renaissance-Theater.

## Filmographie
- 1913 : Heimat und Fremde (de)
- 1913 : Das schwarze Los
- 1914 : Die badende Nymphe (de)
- 1914 : Lache, Bajazzo!
- 1915 : Paragraph 14 B.G.B.
- 1917 : Lehrer Matthiesen
- 1918 : Pique Dame (de)
- 1918 : Le Doute perpétuel (de)
- 1918 : Das Perlenhalsband
- 1918 : Kain (4 parties)
- 1919 : Die Spione
- 1933 : Tausend für eine Nacht (de)
- 1936 : Blumen aus Nizza d'Augusto Genina
- 1936 : Ernte (de)
- 1937 : Première
- 1938 : Sourires de Vienne
- 1942 : Sommerliebe (de)
- 1958 : Le Labyrinthe de l'amour